# Rocco Reed
Rocco Reed, pseudonimo di Joshua Luke Broome (Columbia, 26 luglio 1982), è un ex attore pornografico statunitense.

## Biografia
Nato e cresciuto a Columbia nella Carolina del Sud, ha effettuato gli studi alla University of South Carolina, dove ha studiato teatro e si è distinto come giocatore di pallacanestro. È laureato in psicologia.

## Carriera
Già dall'età di dieci anni inizia a lavorare come modello. Negli anni la carriera di modello lo ha portato a girare tutto il mondo. Ha vissuto per due estati a Milano, e si recato a Sydney e nello Zimbabwe. È apparso in cataloghi per marchi come Abercrombie & Fitch e Gap, e nelle campagne pubblicitarie di Hugo Boss, Calvin Klein e Prada. Successivamente si trasferisce a Los Angeles per intraprendere la carriera da attore mainstream. Partecipa ad alcuni video per Playgirl prima di entrare nel settore pornografico nell'ottobre 2006.
Nel corso degli anni diventa un prolifico attore pornografico che lo vede comparire in oltre 450 titoli, tutti eterosessuali. È stato candidato tre anni consecutivi ai XBIZ Awards come Male Performer of the Year, vincendo il premio nel 2012. Nel 2011 debutta come regista lavorando per Penthouse. Il suo primo film da regista è 10 Things I Hate About Valentine’s Day basato sul film mainstream Appuntamento con l'amore.
Nel 2012 decide di diventare un attore pornografico gay-for-pay e firma un contratto con la casa di produzione Men.com, lavorando nella pornografia gay pur dichiarandosi eterosessuale. La sua prima scena gay lo vede protagonista, come attivo, al fianco di Tommy Defendi, in seguito partecipa a numerose scene nel ruolo di passivo.
Nel maggio 2013 annuncia il suo ritiro dalla pornografia e inizia la lavorare come allenatore di crossFit. Nell'estate 2016 si è sposato.

## Premi e riconoscimenti
AVN Awards
- 2010 – Best Group Sex Scene per 2040 con Kirsten Price, Alektra Blue, Jessica Drake, Mikayla Mendez, Kaylani Lei, Tory Lane, Jayden James, Kayla Carrera, Randy Spears, Brad Armstrong, Marcus London, Mick Blue e T.J. Cummings[5]

XBIZ Awards
- 2012 - Male Performer of the Year[6]